# Lucasfilm Games
Lucasfilm Games (в 1990—2013 годы LucasArts Entertainment) — игровая студия киностудии Lucasfilm, задачами которой до апреля 2013 года были разработка и издание развлекательного контента. С апреля 2013 года LucasArts являлась издателем игр под контролем компании Disney и позже была закрыта. В январе 2021 года Lucasfilm объявила, что восстанавливает бренд Lucasfilm Games для всех будущих игр по франшизам Lucasfilm в качестве лицензианта.

## История
После успеха фильма «Звёздные войны» в 1977 году Джордж Лукас, желая исследовать новые области медиаразвлечений, в 1979 году создаёт подразделение Lucasfilm Computer Division, включавшее департамент компьютерных игр и департамент компьютерной графики (последний в 1982 году был выделен из материнской компании и затем стал студией Pixar).

### Первые годы
Первоначально Lucasfilm Games Group вела сотрудничество с Atari по разработке и издательству игр, с помощью которой и было создано подразделение. Несмотря на то, что группа являлась подразделением Lucasfilm, тем не менее, она не могла самостоятельно разрабатывать и издавать игры по вселенной «Звёздных войн», так как такие права, согласно ранее заключённому соглашению, были у Atari. Это определило направление деятельности молодой команды — разработка собственных игр с нуля, без лицензирования сторонней интеллектуальной собственности. Первыми играми Games Group стали Ballblazer и Rescue on Fractalus!, изданные в 1984 году. В 1985 году обе игры были переизданы для домашних компьютеров компанией Epyx. Следующими играми стали Koronis Rift и The Eidolon. Все четыре игры только разрабатывались Lucasfilm Games Group, издательством и распространением занимались Atari (для своих консолей и компьютеров), Activision и Epyx. Только начиная с Maniac Mansion, Lucasfilm Games стала выполнять издательские функции.
Первые игры Lucasfilm Games были экспериментальными, инновационными, технологически продвинутыми продуктами. Уже в 1986 году студия экспериментировала с концепциями многопользовательских игр, разрабатывая многопользовательскую графическую игру Habitat для онлайн-сервиса Quantum Link для Commodore 64. Игра так и не вышла из стадии бета-теста, так как Quantum Link был не в состоянии обеспечить подходящую пропускную способность для комфортной игры. Наработки в данной области были использованы в урезанной версии игры, вышедшей в 1988 году под названием Club Caribe. Позднее Lucasfilm лицензировала связанное ПО Fujitsu, издавшей в Японии в 1990 году Fujitsu Habitat, а 1995 — во всём мире под названием WorldsAway
В 1990 году компании Джорджа Лукаса прошли реорганизацию, и игровое подразделение Lucasfilm стало частью новой компании LucasArts Entertainment Company, включавшей в себя также студии Industrial Light & Magic и Skywalker Sound. После этого ILM и Skywalker Sound были выделены в Lucas Digital Ltd., а LucasArts стало официальным названием для игрового подразделения. В ходе этой реорганизации подразделение переехало из Ранчо Сайуокера (Никазио, Калифорния) в офисы в Сан-Рафел.

### Расцвет приключенческих игр
Следующей значимой вехой компании стал выпуск серии графических приключенческих игр, благодаря которым компания стала по-настоящему известной. Первой игрой в жанре адвенчуры стала Labyrinth: The Computer Game (1986), основанная на сюжете одноимённого фильма студии Lucasfilm, однако по-настоящему значимой игрой в истории компании и игровой индустрии стала игра 1987 года Maniac Mansion для Commodore 64, в которой использовался ряд технических инноваций, сотворивших подлинную революцию в жанре приключенческих игр. Одним из таких нововведений стал удобный интерфейс взаимодействия point-and-click и полный отказ от текстового интерпретатора, использовавшегося в ранних графических адвенчурах. В игре использовался движок SCUMM, созданный сотрудниками студии Ариком Уилмундером и Роном Гилбертом, благодаря которому Maniac Mansion удалось достаточно быстро портировать на различные платформы, включая Apple II, DOS и NES. На протяжении около десяти лет на базе постоянно совершенствовавшегося движка было издано свыше десятка игр. Вслед за Maniac Mansion вышли Zak McKracken and the Alien Mindbenders (1988), Indiana Jones and the Last Crusade (1989) и Loom (1990).
В 1990 году вышла хорошо принятая критиками и игроками The Secret of Monkey Island, которая позволила компании приобрести репутацию законодателя мод в жанре графических адвенчур, соперничавшего с бесспорным лидером прошлых лет Sierra Entertainment. Этому способствовали принципы хорошего дизайна приключенческих игр, которые были заложены Роном Гилбертом в его программной статье 1989 года «Why Adventure Games Suck» (англ. Почему приключенческие игры — отстой?), в которой он описал плохие дизайнерские решения, связанные с разработкой приключенческих игр. Выпустив 1991 году не менее успешное продолжение Monkey Island 2: LeChuck’s Revenge, Гилберт покинул компанию в 1992 году, однако его дело было продолжено другими талантливыми дизайнерами студии, включая Тима Шейфера, Дэйва Гроссмана и Стива Перселла. В 1992 году выходит Indiana Jones and the Fate of Atlantis, в 1993 — Day of the Tentacle и Sam & Max: Hit the Road, в 1995 — Full Throttle и The Dig.
Со временем популярность приключенческих игр стала падать, так как к 1996 году стали появляться первые графические 3D-ускорители, возможности которых в полной мере могли демонстрировать игры других жанров. Акцент игровой общественности сместился в сторону экшен-игр, прежде всего шутеров от первого лица. Несмотря на это, LucasArts продолжила выпускать приключенческие игры. В 1997 году вышла The Curse of Monkey Island, последняя игра в классическом двумерном исполнении и интерфейсом point-and-click. После этого вышла Grim Fandango (1998), с помощью которой LucasArts попыталась объединить теряющий популярность жанр квестов с трёхмерным окружением. Несмотря на успех среди критиков и признание Игрой года некоторым изданиями, Grim Fandango не смогла достичь коммерческого успеха среди игроков. В 2000 году на том же движке GrimE вышла последняя приключенческая игра LucasArts — Escape from Monkey Island. В течение 2000-х компания предпринимала попытки выпустить продолжения Full Throttle: Hell on Wheels и Sam & Max: Freelance Police, однако впоследствии они были отменены. LucasArts окончательно переключилась на игры других жанров, прежде всего по кинематографической вселенной «Звёздных войн». Только в 2009 году был анонсирован ремейк The Secret of Monkey Island Special Edition с улучшенной графикой, музыкой и полным озвучкой персонажей, вслед за которым в 2010 году вышел и ремейк второй части Monkey Island 2: LeChuck’s Revenge Special Edition.

### Симуляторы
Другим направлением, которым занималась студия с конца 1980-х, стала разработка игр-симуляторов. Первыми играми этого жанра стали симуляторы морских кораблей PHM Pegasus (1986) и Strike Fleet (1987), выпущенные Electronic Arts для различных платформ, включая DOS, Commodore 64 и Apple II.
В 1988 году компания разработала авиасимулятор Battlehawks 1942, посвящённый воздушным битвам между американскими и японскими лётчиками на Тихоокеанском театре боевых действий Второй мировой войны. Вслед за ним последовали Their Finest Hour: The Battle of Britain (1989; посвящённая сражениям между Люфтваффе и Королевскими ВВС Великобритании) и Secret Weapons of the Luftwaffe (1991; посвящённая противоборству американских и немецких воздушных сил). Последняя игра отличалась вниманием к точности воссоздаваемых событий: она поставлялась объёмным 224-страничным руководством пользователя, детально описывающим технику сражающихся сил. В 1994 году вышел сборник всех трёх игр под названием Air Combat Classics.
Впоследствии Лоуренс Холланд, возглавлявший разработку трилогии, основал собственную компанию Totally Games, занимавшуюся эксклюзивными проектами LucasArts, посвящёнными космическим боям во вселенной «Звёздных войн»: Star Wars: X-Wing (1993), Star Wars: TIE Fighter (1994), Star Wars: X-Wing vs. TIE Fighter (1997), Star Wars: X-Wing Alliance (1999). Также Totally Games в 2003 году разработала игру Secret Weapons Over Normandy, вышедшую в PlayStation 2, Xbox и Windows.

### Шутеры от первого лица
После оглушительного успеха Doom компании id Software внимание игроков было приковано играм в жанре шутер от первого лица. Поддержка пользовательских расширений в Doom позволяла пользователям создавать собственные моды, в том числе в сеттинге «Звёздных войн». Видя популярность подобных модов, LucasArts решила выпустить собственный шутер, которым стала Star Wars: Dark Forces (1995), удачно сочетавшая игровые механики, изобретённые в Doom, и кинематографические вставки, посвящённые событиям, происходившим незадолго до начала и после четвёртого эпизода «Новая надежда». Что немаловажно, сюжет первого шутера по «Звёздным войнам» был признан материнской компаний LucasFilm как часть официального канона, новые персонажи, локации и технологии, созданные специально для игры, заняли своё место в кинематографической вселенной. Игра стала очень успешной в коммерческом плане, удерживая лидирующие позиции по продажам среди игр, издававшихся на протяжении 1993—1999 годов. Dark Forces стала основоположником серии игр Jedi Knight: в 1997—1998 годах выходит Jedi Knight: Dark Forces II с дополнением Mysteries of the Sith (в котором впервые можно сражаться с помощью джедайского светового меча), а в 2002—2003 — полноценные продолжения Star Wars Jedi Knight II: Jedi Outcast и Star Wars Jedi Knight: Jedi Academy, разработанные Raven Software на движке id Tech 3.
Помимо серии Dark Forces/Jedi Knight, LucasArts также выпустила шутеры Outlaws (1997) и Armed & Dangerous (2003).

### Игры по «Звёздным войнам»
С выходом фильмов новой трилогии по «Звёздным войнам» доля связанных с киновселенной игр неуклонно росла. Помимо продолжений серии Jedi Knight вышли ролевые игры Knights of the Old Republic (BioWare, 2003) и Knights of the Old Republic II: The Sith Lords (Obsidian Entertainment, 2004), действие которых перенесено на четыре тысячи лет до основных событий, что дало разработчикам некоторую творческую свободу и позволило создать новый сюжет, слабо связанный с кинофильмами.
Успех в новом жанре ролевых игр позволил компании выпустить MMORPG Star Wars Galaxies (2003) и развивать продукт с помощью нескольких крупных дополнений вплоть до 2005 года. Серверы игры поддерживались вплоть до конца 2011 года.
Тем временем, в 2004 году главой LucasArts стал Джим Вард, до этого занимавший должность вице-президента по маркетингу. Устроенный им аудит компании привёл к неутешительному выводу — продукция компании не приносит большой прибыли: за 2003 год вся прибыль компании составила 100 млн долларов, намного меньше, чем суммы, которые давали отдельные игровые хиты вроде Halo: Combat Evolved. Сам Вард описал ситуацию в LucasArts как «полный беспорядок» и разработал пятилетний план по модернизации компании. Это коснулось и издательства игр — если в прошлом разработка по лицензии «Звёздных войн» передавалась сторонним разработчикам вроде Raven Software, BioWare и Obsidian, то теперь ставка делалась на ресурсы самой компании, проходящую при этом реорганизацию. Многие проекты были отменены (например, Star Wars Rogue Squadron Trilogy), другие урезаны в бюджете. В этот период вышли Star Wars: Battlefront, Star Wars: Republic Commando и Star Wars: Episode III — Revenge of the Sith, при том, что штат компании сократился с 450 до 190 сотрудников.
Одним из показательных примеров эффектов реструктуризации LucasArts стала судьба многопользовательского шутера Star Wars: Battlefront III. Для его разработки LucasArts подрядила компанию Free Radical в 2006 году. Сооснователь студии Стив Эллис в своём интервью рассказал, что на протяжении двух лет, пока проект находился в разработке и не был отменён, впечатления от работы с правообладателем постепенно менялись с «лучшего взаимодействия с издателем, что у нас были» до задержек оплаты в течение 6 месяцев и введение штрафа за отмену проекта — события, которые в конце концов привели к потере студией статуса независимого разработчика.

### Последние годы в качестве независимой компании
В феврале 2008 года Вард покинул компанию, место руководителя компании занял выходец из Electronic Arts Даррелл Родригез. К этому времени в студии разрабатывался проект Star Wars: The Force Unleashed II. Команда разработки подвергалась сокращениям, что сказалось на качестве вышедшей игры — она получила посредственные оценки от игровых изданий, что вызвало дальнейшие увольнения.
Другой проект Star Wars: The Clone Wars – Republic Heroes, связанный с мультипликационным сериалом «Войны клонов» и вышедший в 2009 году, также получил негативные отзывы.
С 2010 года студию начали покидать ключевые фигуры разработки и менеджмента. В мае ушёл Родригез, его место на время переходного периода занял ветеран студии Джерри Боуерман. В итоге место руководителя получил Пол Миган, разработчик Gears of War из Epic Games.
В июле 2010 года компанию покинул Хаден Блэкман, креативный директор Star Wars: The Force Unleashed, самого успешного проекта студии последних лет. К сентябрю 2010 года было уволено около трети сотрудников LucasArts.
В 2013 году компания Disney купила материнскую компанию LucasFilm вместе со всеми подразделениями. В ходе реструктуризации студии разработки игр LucasArts были закрыты.

### Возрождение
В январе 2021 года Disney решила возродить Lucasfilm Games. Игры выходящие по франшизам LucasFilm, будут объединены под единым брендом. Позже в том же месяце было объявлено, что MachineGames будет разрабатывать игру на основе франшизы «Индиана Джонс». Тодд Говард будет исполнительным продюсером, а Bethesda Softworks — издателем. 13 января 2021 года вышло заявление Ubisoft, которая объявила о создании игры во вселенной «Звёздные войны». Разработчиками выступили Massive Entertainment. Этой игрой стала Star Wars: Outlaws, которая вышла 30 августа 2024 года.

## Список игр
Компания LucasArts создала и издала такие игры, как Labyrinth: The Computer Game (игра основана на фильме 1986 года «Лабиринт»), Maniac Mansion (первый графический квест LucasArts, выполненный на движке SCUMM — отныне и на долгие годы игрок был избавлен от необходимости набирать текстовые команды на клавиатуре и воцарился стандарт Point-and-click), Zak McKracken and the Alien Mindbenders, LOOM, Day of the Tentacle, серию Monkey Island, Sam & Max Hit the Road, Full Throttle, серию игр об Индиане Джонсе, многочисленные игры на тему Звёздных войн (по некоторым данным, именно для создания игр по вселенной Star Wars Джордж Лукас и учредил Lucasfilms Games) и многие другие.